# Kaiserslautern Hauptbahnhof
Kaiserslautern Hauptbahnhof is een spoorwegstation in de Duitse stad Kaiserslautern.   